# إبراهيم بن أبي زياد الكرخي
إبراهيم بن أبي زياد الكرخي هو من رواة الحديث عند الشيعة؛ حيث روى عن الصادق والكاظم، وللصدوق طريق إليه وهو كثير الرواية وهو يشعر بحسنه بل بوثاقته على ما حكاه محسن الأمين في أعيان الشيعة.

### كتب
- أعيان الشيعة. محسن الأمين، طبع بيروت - لبنان، تاريخ الطبع مفقود، منشورات دار التعارف.

### إشارات مرجعية
1. ↑  
الأمين، محسن. أعيان الشيعة - ج2. ص. 108. مؤرشف من الأصل في 2019-12-09.